# 小特吕特梅尔
小特吕特梅尔（法語：Truttemer-le-Petit，法語發音：[tʁytmɛʁ lə pəti] ⓘ）是法国卡尔瓦多斯省的一个旧市镇，与大特吕特梅尔相邻，属于维尔区。2016年1月1日，小特吕特梅尔与7个临近市镇合并为新市镇维尔诺曼底（Vire Normandie）。

## 地理
小特吕特梅尔（48°46'21"N, 0°48'53"W）面积5.28 平方千米，位于法国诺曼底大区卡爾瓦多斯省，该省份为法国西北部沿海省份，北濒大西洋英吉利海峡，东北与滨海塞纳省以海上边界相接，东临厄尔省，南至奧恩省，西与芒什省接壤。
与小特吕特梅尔接壤的市镇（或旧市镇、城区）包括：贝尼耶尔勒帕特里、大特吕特梅尔、绍略、勒梅尼勒西布、圣克里斯托夫-德绍略、圣康坦莱沙尔多内。
小特吕特梅尔的时区为UTC+01:00、UTC+02:00（夏令时）。

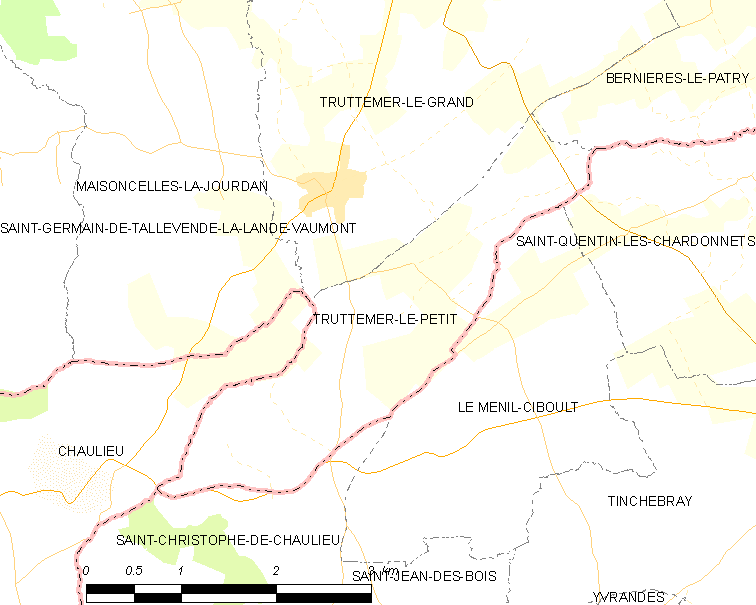
小特吕特梅尔的OSM定位图

## 行政
小特吕特梅尔的邮政编码为14500，INSEE市镇编码为14718。

## 政治
小特吕特梅尔所属的省级选区为维尔诺曼底县。

## 人口

1962-2008年间小特吕特梅尔人口变化图示

小特吕特梅尔于2018年1月1日时的人口数量为118人。